# Valkknopp
Valkknopp (Styela theeli) är en sjöpungsart som beskrevs av Änrbäck 1921. Valkknopp ingår i släktet Styela och familjen Styelidae. Enligt den svenska rödlistan är arten otillräckligt studerad i Sverige. Arten förekommer i Götaland. Artens livsmiljö är havet. Inga underarter finns listade i Catalogue of Life.